# Alan Seiden
Alan Seiden (New York, 1º maggio 1937 – New York, 3 maggio 2008) è stato un cestista statunitense.

## Carriera
Capitano della St. John's University di New York (con cui realizzò 1.374 punti), fu la 14ª scelta assoluta dei St. Louis Hawks al Draft NBA 1959. Non giocò mai nella NBA, ma vestì tra le altre la maglia dei Pittsburgh Rens nella ABL.

## Palmarès
- Campione NIT (1959)